# C't
c't (abréviation du mot allemand Computertechnik, c'est-à-dire « technologie de l'ordinateur », originellement une abréviation anglaise pour computer today, « l'informatique aujourd'hui ») est un magazine allemand spécialisé en informatique publié par la maison d'édition Heinz Heise. Ce qui a donné naissance à cette revue n'était au départ rien de plus que la rubrique informatique du magazine Elrad spécialisé en électronique et disposant d'un lectorat composé majoritairement de professionnels. La première publication de c't en tant que magazine à part entière date de décembre 1983, ce qui en fait l'une des plus anciennes revues informatiques au monde, à ce titre considérée en Europe et Allemagne tout particulièrement comme une véritable institution dans le domaine informatique. Sa parution sera mensuelle jusqu'en octobre 1997, date à partir de laquelle il devient bimensuel pour répondre à la fois à un lectorat très important et pour rendre compte d'un monde informatique en pleine expansion donnant matière à de plus en plus d'articles.
Il existe également une version néerlandaise de c't qui est, elle, toujours publiée mensuellement.
En nombre de copies écoulées en allemand, le magazine occupe la place de quatrième plus importante publication nationale dans le domaine de l'informatique. Au troisième trimestre de l'année 2005, il s'en est vendu 367 000 copies pour un total de 482 000 copies imprimées. Disposant de 239 000 abonnés, il s'agit du magazine informatique qui compte le plus d'abonnés de toute l'Europe.
c't publie des articles concernant principalement le matériel informatique et les logiciels. Ce magazine s'intéresse en majeure partie aux logiciels tournant sous l'OS Microsoft Windows, mais il publie également des articles concernant Linux, les systèmes libres Unix ainsi qu'Apple Macintosh. Cette revue à la base très spécialisée et d'un niveau technique élevé pour une publication grand public a la réputation de publier des articles fouillés et exigeants, d'où son statut de magazine informatique de référence dans le monde germanophone, mais des critiques affirment qu'elle a depuis quelques années revu ses standards à la baisse pour vendre plus de copies accessibles à un lectorat plus large.
Ce magazine tente par ailleurs de se démarquer des autres publications par la qualité de ses services en ligne. Il publie ainsi sur Internet WSUS Offline Update, un ensemble de scripts qui permet de télécharger les mises à jour de Windows, de les combiner (avec un script d'installation) et de les compiler dans une image disque. Avec Offline Updater inscrit sur un CD, un informaticien peut mettre à jour Windows 2000, Windows XP, Windows Vista, Windows 7  et Microsoft Office 2003-2007 sans être connecté à Internet. Cette démarche peut s'avérer particulièrement utile aussi bien pour les personnes qui ne possèdent qu'une connexion à bas ou faible débit que pour celles qui ne souhaitent pas connecter leur ordinateur à Internet afin de ne pas le rendre vulnérable aux virus et aux attaques informatiques exploitant ses possibles failles de sécurité.